# Тан Чжицзюнь
Тан Чжицзюнь (кит. 湯智鈞; род. 16 марта 2001, Тайбэй) — тайваньский лучник, специализирующийся в стрельбе из олимпийского лука. Серебряный призёр Олимпийских игр.

## Биография
Тан Чжицзюнь родился 16 марта 2001 года. Начал заниматься стрельбой из лука в пятом классе школы. В то время он занимался игрой на фортепиано, но ему не хватало терпения. После того, как он увидел соревнования по стрельбе из лука с родителями, решил заняться этим спортом, который также мог поднять концентрацию.
Закончил Университет Тайбэя по специальности государственное управление.

## Карьера
Выступает за клуб университета Тайбэя, где тренируется у Лю Чжанмина.
На молодёжном чемпионате мира 2017 завоевал три медали — две золотых, в том числе в индивидуальном первенстве, и одну серебряную.
В 2018 году участвовал на этапах Кубка мира, выиграв бронзу в смешанном парном разряде в Солт-Лейк-Сити, а в личных соревнованиях занял там девятое место. В Берлине и Анталье занял, соответственно, 33-е и 57-е места. В конце лета участвовал на Азиатских играх в Джакарте, выиграв золотую медаль в командном турнире. В смешанном парном разряде Чжицзюнь занял пятое место, а в личном первенстве завершил соревнования на 1/16 финала. Осенью принял участие на юношеских Олимпийских играх в Буэнос-Айресе, где участвовал в индивидуальном первенстве и стал девятым.
В 2019 году выиграл золотую медаль на Кубке мира в Шанхае в соревновании смешанных пар и там же вышел в четвертьфинал индивидуального первенства. Также принял участие на этапе в Анталии, где стал девятым в миксте и семнадцатым в личных соревнованиях. Принял участие на молодёжном чемпионате мира в Мадриде, где дошёл до 1/8 финала в индивидуальном первенстве. Вместе с мужской сборной Китайского Тайбэя занял пятое место. На чемпионате мира в Хертогенбосе вместе с мужской командой добрался до четвертьфинала, что гарантировало его стране три путёвки в личном турнире и участие в командном на Олимпиаде в Токио. В личном турнире тоже смог выйти в четвертьфинал, а в миксте занял четвёртое место.
В 2021 году принял участие на перенесённой из-за пандемии коронавируса Олимпиаде в Токио. В соревновании смешанных пар выступал с Лин Цзяэн, но тайваньские спортсмены уступили уже в первом матче Индии со счётом 3:5. В мужском командном турнире в первом раунде сборная Китайского Тайбэя победила бронзовых призёров Олимпиады-2016 австралийцев в перестрелке, а в четвертьфинале оказались сильнее представителей Китайской Народной Республики. В полуфинале после сухой победы над Нидерландами обеспечили себе медаль, но в финале также всухую уступили лучникам Республики Корея. Таким образом, Тан Чжицзюнь завоевал олимпийское серебро. В индивидуальном первенстве тайваньский лучник в первом раунде победил вьетнамца Хоанга Нгуена, затем в перестрелке оказался сильнее соотечественника Вэй Цзюньхана, в 1/8 финала также в перестрелке победил Итая Шанни из Израиля, а в полуфинале проиграл олимпийскому чемпиону Мауро Несполи из Италии. В бронзовом матче встретился с представителем Японии Такахару Фурукавой, но вновь проиграл и занял четвёртое место.